# Тристранен пакт
 Тази статия е за военния блок от Втората световна война.  За военния блок преди Първата световна война вижте Троен съюз.  
Тристранният пакт е военно-политически съюз на Германия, Италия и Япония, основен участник във Втората световна война. Към него се присъединяват Унгария, Румъния, България, Словакия и Хърватия.

## Създаване
Тристранният пакт е създаден след започването на Втората световна война (1 септември 1939 г.). Подписва се на 27 септември 1940 г. в Берлин от министрите на външните работи на Германия – Й. Рибентроп, на Италия – Галеацо Чано, и на Япония – Сабуро Курузу, като продължение на Антикоминтерновския пакт.
На практика Пактът формализира сътрудничеството на трите държави във военната област и поделя света на сфери на влияние – Европа, Африка и Близкият изток за Германия и Италия, Източна Азия и Пасифика – за Япония. Предвижда създаването на Нов световен ред. Отправя и своеобразно предупреждение към САЩ да запазят неутралитет, за да не бъдат принудени да воюват на два фронта.
Пактът предвижда 10-годишно сътрудничество и е своеобразно продължение на сключения през 1936 г. антикоминтерновски пакт. От друга страна, той има за цел да сближи отново Германия и Япония, раздалечили позициите си след пакта „Молотов – Рибентроп“, подписан през август 1939 г.
С Тристранния пакт се осигурява взаимодействието между тези държави при осигуряването на интересите им в европейски и световен мащаб, окончателното премахване на Версайската мирна система и преразпределението на световните сили. В специален секретен протокол е набелязано създаването на обединени комисии за разрешаването на военни, военноморски и икономически въпроси.

## Присъединяване на други държави
На 20, 23 и 24 ноември 1940 г. към Тристранния пакт се присъединяват последователно Унгария, Румъния, Словакия, а Югославия става член на Оста на 25 март 1941 г., но излиза от пакта два дни по-късно, след извършен държавен преврат от пробритански сили).
На 7 септември 1940 г. под диктата на СССР и Германия се сключва Крайовската спогодба между България и Румъния. На България се връща територията на Южна Добруджа, загубена след Междусъюзническата война. Извършва се и размяна на население. След решение на правителството от 20 януари, тържествено в двореца Белведере във Виена на 1 март 1941 г. министър-председателят Богдан Филов подписва договора за присъединяване на България към пакта, с което се слага край на политиката на неутралитет и България става съюзник на Германия. Със сключването на спогодбата Клодиус-Попов (1941 г.) и спогодбата Нойбахер (1941 г.) България се обвързва и икономически с Германия. България скъсва или свежда до минимум дипломатическите си отношения с другите страни извън Тристранния пакт.
Пактът започва да се разпада още през 1943 г. с излизането от него на Италия след акостирането на съюзнически войски на италианска територия, но фактически престава да съществува едва след разгрома на Германия и Япония в края на Втората световна война (1939 – 1945 г.).